# Enicospilus gasteralis
Enicospilus gasteralis är en stekelart som beskrevs av Nikam 1980. Enicospilus gasteralis ingår i släktet Enicospilus och familjen brokparasitsteklar. Inga underarter finns listade i Catalogue of Life.